# 2. Brigaden (Danmark)
2. brigaden (danska: 2. Brigade) är en brigad inom Danmarks armé som verkat sedan 2005. Brigadstaben är förlagd i Slagelse på Själland. 

## Ingående enheter
Ingående enheter (2019):
- Brigadstab
- XIII. Lätta infanteribataljonen (XIII/SLFR), Slesvigske Fodregiment
- I. Pansarbataljonen (I/JDR), Jydske Dragonregiment
- III. Spaningsbataljonen (III/GHR), Gardehusarregimentet
- V. Utbildningsbataljonen (V/GHR), Gardehusarregimentet
- V. Utbildningsbataljonen (V/JDR), Jydske Dragonregiment